# 박준강
박준강(1991년 6월 6일 ~ )은 대한민국의 축구 선수이며 포지션은 풀백이다. 현재 K리그2 천안 시티 FC에서 활약하고 있다.

## 클럽 경력
2013년 부산 아이파크에 입단하였으며 개막전인 3월 3일 강원 FC와의 리그 경기에서 데뷔전을 치렀다. 8월 3일 경남 FC와의 경기에서 데뷔골을 기록하였다.
2016 시즌 중, 상주 상무에 입대하였다.
2021시즌을 앞두고 K리그1의 광주 FC로 이적했다.

## 국가대표 경력
2014년 아시안 게임을 준비하는 이광종 감독의 U-23 국가대표팀에 꾸준히 선발되었으나 대회를 앞두고 부상을 당하여 아시안 게임 본선에는 출전하지 못하였다.